# Mosquete Nock
El Nock es un mosquete de ánima lisa con siete cañones, utilizado por la Royal Navy en la etapa inicial de las Guerras Napoleónicas. Concretamente, es un tipo de cañón de salva adaptado para los abordajes en batallas navales, pero su considerable retroceso restringió bastante su uso. Finalmente, la producción de esta arma fue suspendida y se retiraron del servicio activo todas las unidades producidas hasta la fecha.
Lo inusual del aspecto y el funcionamiento del mosquete Nock ha motivado su aparición en diversas obras de ficción modernas, como por ejemplo en la película El Álamo y en las novelas históricas protagonizadas por el personaje de ficción Richard Sharpe, obra del autor británico Bernard Cornwell.

## Historia y diseño
El mosquete Nock fue inventado por el ingeniero británico James Wilson en 1779 y bautizado así en honor a Henry Nock, el armero de Londres a quien se le encargó su fabricación. Respecto a su función, este mosquete había sido diseñada para ser disparado desde el aparejo de los navíos militares de la Royal Navy, como medio de defensa en caso de que el navío sufriera un abordaje a manos del enemigo. En teoría, la detonación simultánea de los siete cañones del arma tendría un efecto devastador sobre los marinos enemigos, dado que estos solían verse forzados a combatir apiñados durante los abordajes: la dispersión de los múltiples proyectiles al disparar permitía causar así graves daños, si bien el mosquete solo era preciso a corta distancia.
El diseño de esta arma consistía en siete cañones soldados entre sí, con pequeñas aberturas internas taladradas entre el cañón central y los restantes a lo largo de este último. Dicho cañón central estaba atornillado a una espiga (varilla de metal) hueca que formaba la recámara, y esta se encontraba a su vez conectada con el oído del cañón. Cada cañón se cargaba por la boca con pólvora y una bala (procedimiento de avancarga), lo que ralentizaba en gran medida el proceso de recarga.
En lo concerniente a su mecanismo, el mosquete Nock empleaba la llave de chispa estándar. La pólvora que actuaba como cebador prendía la carga del cañón central a través de una pequeña abertura interna en la recámara, la cual estaba conectada con el cañón central. Cuando la chispa prendía la carga de pólvora en el cañón central, las aberturas internas de este permitían que las chispas de la detonación alcanzasen las cargas situadas en los cañones restantes; de esta forma, todos los cañones disparaban de forma más o menos simultánea. Los primeros modelos poseían cañones de ánima rayada, pero ello demoraba aún más la recarga del arma, a raíz de lo cual fueron sustituidos por cañones de ánima lisa en el resto de unidades producidas.

## Uso militar del arma
La Royal Navy adquirió 500 mosquetes Nock en los inicios de las Guerras Napoleónicas. Sin embargo, el desempeño en combate de esta arma puso de manifiesto ciertos defectos en su diseño. El retroceso provocado por la detonación de los siete cañones a la vez, por ejemplo, resultó ser más potente de lo que se había pensado, motivo por el que el hombro del tirador sufría frecuentes dislocaciones o fracturas óseas. En cualquier caso, el descomunal retroceso hacía muy difícil apuntar y disparar. Asimismo, los oficiales de la marina británica se mostraban reticentes a equipar a sus hombres con estas armas para el combate, por temor a que las chispas generadas al disparar prendiesen el aparejo y las velas del barco.
En respuesta a estos problemas, se fabricó una versión de menor tamaño y peso de esta arma, lo que implicó una disminución del alcance efectivo de la misma. Con todo, el retroceso siguió siendo demasiado fuerte como para permitir un manejo cómodo del mosquete. Por este motivo, las pocas unidades compradas por la Royal Navy fueron retiradas del servicio activo en 1804.
En la actualidad, todavía quedan algunos mosquetes Nock en las exposiciones de ciertos museos, concretamente la armería del museo del castillo de York y el museo londinense Royal Armouries en Reino Unido. También pueden verse ejemplares del arma en la exposición Hollywood Guns del Museo Nacional de las Armas de Fuego y en el Museo de Charleston, ambos situados en Estados Unidos.

## En la cultura popular
La popularidad del mosquete Nock resurgió con la película de 1960 El Álamo, en la que el personaje de Jim Bowie (encarnado por el actor Richard Widmark) utiliza una de estas armas. El ejemplar empleado en dicho filme está ahora expuesto en el Museo Nacional de las Armas de Fuego. Asimismo, esta arma aparece tanto en la ya mencionada saga literaria de Richard Sharpe, como en su más reciente adaptación a teleserie Sharpe, en manos del propio protagonista y de otro personaje llamado Patrick Harper, así como de los marineros de la Royal Navy.
En lo tocante al mundo de los videojuegos, el mosquete Nock aparece en el juego de 2005 GUN, cuyo antagonista principal, Thomas Magruder, utiliza uno durante la batalla final con el protagonista. Tras completar el juego, el arma es desbloqueada para uso del jugador y también está disponible en el videojuego de Days Gone.
El mosquete Nock también fue objeto de un episodio del programa de televisión American Guns, en el que se documentó el proceso de fabricación de una de estas armas con técnicas modernas.